# Michael Palin
Pour les articles homonymes, voir Palin.
Michael Edward Palin (né le 5 mai 1943 à Sheffield, Yorkshire) est un humoriste, comédien, scénariste et producteur britannique. Il est connu en tant que membre du Monty Python's Flying Circus, dans lequel il joue généralement des rôles d'excentriques. 
Après les Monty Python, il collabora souvent avec son partenaire habituel Terry Jones sur la série télévisée comique Ripping Yarns (en).
Michael Palin écrit aussi des livres et scénarios (par exemple Labyrinth). Il a écrit American Friends (film inspiré par un de ses ancêtres), écrit et joué dans Missionary, Time Bandits, simplement joué dans Jabberwocky, Un poisson nommé Wanda, Créatures féroces. Il incarne aussi un tortionnaire dans le film Brazil, de son ami Terry Gilliam.
En 1987, l'ouvrage jeunesse La Pierre de cristal, qu'il a réalisé avec Richard Seymour et Alan Lee, obtient la "Mention" Premio Grafico Fiera di Bologna per la Gioventù de  la Foire du livre de jeunesse de Bologne (Italie).
Il a également produit des reportages comme Autour du monde en 80 jours, Du pôle Nord au Sud, Autour du Pacifique et À la place d'Hemingway, dont ont été tirés des ouvrages littéraires. En 2006, il a publié son journal de bord ("Diaries, 1969-1979") qui retrace ses débuts avec les Monty Pythons. Enfin, on lui doit les notes de pochette de l'album Traveling Wilburys Vol. 1, il est d'ailleurs remercié sur cet album.
Il a été fait commandeur de l'ordre de l'Empire britannique (CBE) le 31 décembre 1999. Il a été anobli avec le titre de chevalier en décembre 2018.

## Filmographie

### Scénariste
- 1970 : Marty Amok (TV)
- 1971 : Monty Python's Flying Circus (TV)
- 1971 : Pataquesse (And Now for Something Completely Different)
- 1973 : Secrets (TV)
- 1975 : Monty Python : Sacré Graal ! (Monty Python and the Holy Grail)
- 1979 : Monty Python : La Vie de Brian (Monty Python's Life of Brian)
- 1981 : Bandits, bandits (Time Bandits)
- 1982 : Monty Python Live at the Hollywood Bowl
- 1982 : Drôle de missionnaire (The Missionary)
- 1983 : Monty Python : Le Sens de la vie (Monty Python's The Meaning of Life)
- 1987 : East of Ipswich (en) (TV)
- 1988 : Number 27
- 1991 : American Friends (en)
- 1997 : Autour du Pacifique avec Michael Palin (Full Circle with Michael Palin)(TV)
- 1999 : It's... the Monty Python Story (TV)
- 1999 : Hemingway Adventure (en) (TV)
- 2002 : The Best of the Two Ronnies (vidéo)
- 2003 : The Best of the Two Ronnies: Volume 2 (vidéo)
- 2003 : Education Tips No. 41: Choosing a Really Expensive School (vidéo)
- 2004 : Himalaya (feuilleton TV)
- 2007 : Nouveau Europe (feuilleton TV)

### Acteur
- 1967 : Twice a Fortnight (série télévisée) : Various
- 1967 : Do Not Adjust Your Set (série télévisée) : Various (1967-1969)
- 1968 : Comment horripiler les gens (How to Irritate People) (TV) : Various
- 1968 : Broaden Your Mind (série télévisée) : Various Characters (1968)
- 1969 : Complete and Utter History of Britain (série télévisée) : Various
- 1971 : Euroshow 71 (TV) : Various
- 1971 : Monty Python's Fliegender Zirkus (TV) : Various roles
- 1971 : Pataquesse (And Now for Something Completely Different) : Man with tape recorder / Phrasebook Author / Arthur Pewtey / Self-defence student #2 / Tenant #2 / Lost His Wallet / Shrill Petrol Announcer (voice) / Milkman / Ernest Scribbler / Bevis (pet shop employee / lumberjack) / Headwaiter Gilberto / Herbert Anchovy / Gervais Brookhamster
- 1975 : Monty Python : Sacré Graal ! (Monty Python and the Holy Grail) : First Swallow-Savvy Guard / Dennis / Peasant 2 / Right Head / Sir Galahad the Pure / Narrator / King of Swamp Castle / Brother Maynard's Brother / Leader of The Knights who say NI!
- 1975 : Three Men in a Boat (TV) : Harris
- 1976 : Pleasure at Her Majesty's (TV) : Various
- 1977 : Red Dress (TV)
- 1977 : Jabberwocky : Dennis Cooper
- 1978 : All You Need Is Cash (TV) : Eric Manchester, Rutle Corp. Press Agent / Lawyer
- 1979 : Monty Python : La Vie de Brian (Monty Python's Life of Brian) : Wise Man #3 / Mr. Big Nose / Francis / Mrs. A / Ex-Leper / Announcer / Ben / Pontius Pilate / Boring Prophet / Eddie / Shoe Follower / Nisus Wettus
- 1981 : Bandits, bandits (Time Bandits) : Vincent
- 1982 : Monty Python Live at the Hollywood Bowl : Emcee / Bruce #2 / Applicant / Judge #2 / Che Guevara / Soccer commentator / Yorkshireman #4 / Argument customer / Mr. Bounder / Demonstrator #1 / Storyteller / Detective-Parson / Mountie
- 1982 : Drôle de missionnaire (The Missionary) : The Reverend Charles Fortescue
- 1983 : Monty Python : Le Sens de la vie (Monty Python's The Meaning of Life) : Fish #5 / Mr. Pycroft / Dad / Narrator #1 / Chaplain / Carter / Spadger / Sergeant Major / Pakenham-Walsh / Rear End / Lady presenter / Mr. Marvin Hendy / Harry / Padre / Debbie Katzenberg / Window Washer
- 1983 : The Crimson Permanent Assurance : Workman
- 1983 : The News Is the News (série télévisée) : London correspondent
- 1984 : The Dress
- 1984 : Porc royal (A Private Function) : Gilbert Chilvers
- 1985 : Brazil : Jack Lint
- 1988 : Un poisson nommé Wanda (A Fish Called Wanda) : Ken Pile
- 1989 : Inar gahined : Man in elevator
- 1991 : American Friends : Rev. Francis Ashby
- 1991 : G.B.H. (feuilleton TV) : Jim Nelson
- 1992 : Tracey Ullman: A Class Act (série télévisée) : Various
- 1996 : Du Vent dans les saules (The Wind in the Willows) : Le soleil
- 1996 : The Willows in Winter (TV) : Rat (voix)
- 1997 : Créatures féroces (Fierce Creatures) : Adrian 'Bugsy' Malone
- 2015 : Absolutely Anything de Terry Jones : un extraterrestre (voix)
- 2017 : La Mort de Staline (The Death of Stalin) d'Armando Iannucci : Viatcheslav Molotov
- 2018 : La Foire aux vanités : le conteur
- 2021 : Staged : lui-même

### Producteur
- 1982 : Drôle de missionnaire (The Missionary)

## Voix françaises
- Patrick Préjean dans :
  - Un poisson nommé Wanda
  - Du Vent dans les saules
  - La Foire aux vanités (mini-série)

- Jean-Pierre Leroux dans :
  - Bandits, bandits
  - Porc royal

ainsi que
- Bernard Alane dans Brazil
- Henri Courseaux dans Créatures féroces
- Philippe Catoire dans La Mort de Staline

## Livres
- Michael Palin, Alan Lee et Richard Seymour, La pierre de cristal, Bruxelles, Belgique, Éditions Casterman, coll. « Hors-Série Nature », 1993, 30 p. (ISBN 978-2-203-14208-4)
- Michael Palin (trad. de l'anglais), Le tour du monde en 80 jours par un Monty Python, Paris, Éditions Hoëbeke, 2009, 336 p. (ISBN 978-2-84230-350-1)
- Michael Palin (trad. de l'anglais), D'un pôle à l'autre, Paris, Éditions Hoëbeke, 2010, 296 p. (ISBN 978-2-84230-374-7)
- Michael Palin, L'Erebus. Vie, mort et résurrection d'un navire, Paris, Editions Paulsen, 2020, 391 p.  (ISBN 978-2-37502-087-6)

## Distinctions

### Récompenses
- British Academy Television Awards 2013 : BAFTA Fellowship